# Подростковая сексуальность
Подростко́вая сексуа́льность — аспект сексуального развития подростков в процессе познания окружающего мира и становления как личности, рассматривающий, помимо всего прочего, проблемы психологического, культурного, правового содержания.

## Возникновение сексуальности у подростков
Дети от природы интересуются своим телом. В частности, им любопытно, откуда берутся дети. Они замечают анатомические различия между мужчинами и женщинами, играют со своими половыми органами (что часто взрослыми ошибочно принимается за мастурбацию). Секс-игра ребёнка включает показ и рассматривание (исследование) собственных и чужих половых органов.
Ранее часто полагали, что дети сексуально «чистые» и до подросткового возраста не имеют сексуальности. Зигмунд Фрейд в числе одного из первых исследователей серьёзно отнёсся к сексуальности ребёнка, указывая, что именно в детском и подростковом возрасте формируются психологические базисы, связанные с сексом. Кинси также изучал сексуальность ребёнка в своих «Отчётах», подтверждая эту идею (за что подвергался жёсткой критике, как растлитель).
В начальной школе интерес детей к секс-игре уменьшается, поскольку основную энергию тратят на познание окружающего мира, но всё ещё может сохраняться романтический интерес к своим ровесникам и высокий уровень любознательности. Только в подростковый период у детей происходит основной подъём сексуального интереса, а с наступлением полового созревания начинает появляться половое влечение. Некоторые авторы рассматривают сексуальность подростка как важный аспект его жизни. Сексуальность подростка — это одна из стадий сексуальности человека.

## Аспекты подростковой сексуальности
- Биологический аспект сексуальности подростка подразумевает основополагающее физиологическое стремление к противоположному или своему полу во всех его формах, которое может включать сексуальный контакт и совершение полового сношения[4][5].

Биологический аспект подростковой сексуальности анализирует механизм полового размножения и физические средства, с помощью которых оно осуществляется. Он также изучает влияние биологических факторов, таких как органические и неврологические ответы, наследственность, гормональные влияния, гендер (род) и сексуальная дисфункция, на проявление сексуальности.
- Эмоциональный аспект сексуальности подразумевает связь, возникающую между подростками, которая может выражаться через глубокие чувства, эмоции и переживания, даже стать причиной физических или медицинских опасений[7][8].
- Психологический аспект сексуального поведения у подростков важен тем, что, по мнению некоторых теоретиков, выступает как центральный источник формирования личности человека[9].
- В социологическом аспекте сексуальность подростка может касаться культурных, политических и юридических вопросов[4]. Подростковая сексуальность также может пониматься как часть социальной жизни людей, управляемой подразумеваемыми правилами поведения и существующей в конкретной ситуации. Фокус социологии сужается до конкретной группы внутри общества[4]. Социально-культурный аспект, включая политику и СМИ, изучает влияния социальных норм на сексуальность подростка и обратное воздействие[8].
- В философском аспекте сексуальность подростка может охватить моральные, этические, теологические, духовные или религиозные вопросы[4][8].

## Элементы сексуального поведения подростков
Сексуальное поведение подростков подразумевает сексуальные практики или сексуальные активности, с помощью которых подростки испытывают свою сексуальность и выражают её. Они включают широкий перечень активностей:
- стратегии по поиску или привлечению сексуального партнёра (заведение знакомства или демонстрацию достоинств своей личности)[2],
- взаимодействие между индивидами,
- физическую или эмоциональную близость,
- сексуальный контакт[1].

### Сексуальное удовольствие у подростка
Сексуальное удовольствие возникает от любого рода сексуальной активности подростка: от эротического наслаждения во время любовных ласк, от фетишизма, от сексуальной практики BDSM, означающей «неволю, дисциплину, доминирование и подчинение», а также от оргазма.

## Факторы, влияющие на сексуальное поведение подростка
Кроме биологических факторов, на сексуальное поведение подростка влияют нормы культуры общества, вопросы социального контроля, юридические нормы в виде возраста сексуального согласия, авторитет большинства, мнение ровесников, их сексуальная ориентация, половое воспитание и др. «Половое воспитание» представляет собой систему медико-педагогических мер по воспитанию у родителей, детей, подростков и молодёжи правильного отношения к вопросам пола. В составе более крупной категории «воспитания индивида» половое воспитание является одним из видов его содержания.

### Влияние культуры на сексуальное поведение подростков
Интеллект человека и сложная организация общества создала у человека одно из самых сложных сексуальных поведений, наблюдаемых в природе. Во многих обществах некоторые сексуальные активности определены как неуместные (неподходящий человек, неподобающая активность, несоответствующее место и т. д.)

### Влияние социальных норм и правил на сексуальное поведение подростков
Сексуальное поведение человека направляется социальными нормами, которые соответствуют культуре и широко варьируют. Они определяются как сексуальная мораль (что можно делать по правилам общества и чего нельзя) и как сексуальные нормы (что ожидается, а что не ожидается). Сексуальная этика, правила морали и нормы включают вопросы обмана, честности, соответствия нормам закона, верности и согласия на сексуальную активность.
Почти во всех развитых обществах считается тяжёлым преступлением то, когда кого-то принуждают к половой активности или занимаются половой активностью с лицом, не давшим на то согласия. Это определяют как «посягательство на половую неприкосновенность», а если происходит непосредственный половой акт, то его называют «изнасилованием», наиболее тяжким сексуальным посягательством. Детали этого различия могут разниться между отдельными юрисдикциями. Кроме того, что точно представляет фактическое согласие к вступлению в секс, варьирует от культуры к культуре и часто является предметом острого обсуждения. Законы регулируют наименьший возраст, при котором лицо способно дать согласие на вступление в секс (возраст сексуального согласия), они часто являются предметом политических и моральных дебатов, как и сексуальное поведение подростков в целом. Во многих обществах существует регистрация брака по обстоятельствам (например, в случае беременности), поэтому согласие в действительности не фигурирует в уравнении сексуального преступления.

### Влияние юридических норм на половую активность подростка

Возраст сексуального согласия в странах мира

Подросток может выступать как субъект половой активности или являться объектом половых действий со стороны старших подростков и взрослых. Некоторые виды сексуальной активности запрещены повсеместно или в отдельных странах. Другие сексуальные практики ограничены законом, превышение взрослым сексуальных прав по отношению к подростку запрещено законом как направленное против норм общества.
Например, сексуальная активность с несовершеннолетними во многих юрисдикциях признаётся преступным действием. Законы не допускают проведение сексуальных действий с лицами моложе возраста сексуального согласия, занятие сексуальными действиями за деньги (проституция).
Во многих странах законодательно установлен возраст сексуального согласия — наименьший возраст, при котором индивид рассматривается способным дать юридически информированное согласие на любого рода сексуальное поведение со взрослым. Однако во многих странах половое сношение между подростками с разницей возраста в 2—3 года, как правило, не запрещено по закону.
Однако многие подростки, вопреки закону, имели сексуальные контакты до 13 лет.
Юридический возраст сексуального согласия варьируется от 13 лет в Японии, 16 лет в Канаде, до 16—18 лет в США. В некоторых юрисдикциях возраст сексуального согласия для гомосексуальных действий отличается от возраста для гетеросексуальных действий. В особенной юрисдикции возраст сексуального согласия, как правило, тот же самый, что и возраст совершеннолетия, либо на несколько лет меньше. Возраст, при котором индивиду можно вступить в брак, также иногда отличается от возраста сексуального согласия. Половые связи с лицом, младше этого возраста, обычно являются преступными в юрисдикции, в которой это преступление совершено, при мерах наказания, колеблющихся от весомых штрафов до пожизненного тюремного заключения. Существуют разные термины для подобных обвинений, которые включают «изнасилование по статутному праву», противозаконное «вступление в половую связь» или растление несовершеннолетних. В некоторых случаях половые действия с индивидом старше возраста сексуального согласия, но моложе возраста совершеннолетия, могут быть наказуемыми по закону как подстрекателя правонарушений со стороны несовершеннолетних.

### Принуждение подростков к сексуальной активности
Сексуальная активность также может включать превышение прав, то есть принуждение или выражение сексуальности с превышением прав. Примеры такого рода включают следующее: изнасилование, убийство из похоти, половое осквернение ребёнка, зоосадизм (издевательство над животным, которое может быть сексуальным в основе), также как фроттеризм, телефонные звонки неприличного содержания, «подглядывание».
Превышение сексуальных прав к подростку — это форма жестокости, при которой он является объектом сексуального удовлетворения взрослого или старшего подростка. В дополнение к прямому сексуальному контакту превышение сексуальных прав может произойти, когда взрослый бесстыдно показывает свои половые органы подростку, просит и принуждает его к сексуальным активностям, показывает подростку порнографию или использует его для производства детской порнографии. Последствия нарушения половых прав по отношению к подростку среди прочих проблем включают возникновение у него депрессии, состояния посттравматического стресса, развитие беспокойства, стремление отомстить, став взрослым, и физические повреждения подростка.
Половое превышение прав со стороны члена семьи — форма кровосмешения, может привести к более тяжёлой и долговременной психологической травме подростка, особенно, если это происходит со стороны родителей. В отношении приблизительно 15-25 % женщин и 5-15 % мужчин были нарушены половые права, когда они были ещё детьми. Большинство нарушителей половых прав знакомы с их жертвами, приблизительно 30 % — это родственники ребёнка, наиболее часто отцы, дяди или двоюродные братья, приблизительно 60 % — другие знакомые, друзья семьи, лица, ухаживающие за ребёнком, или соседи. Незнакомые люди составляют приблизительно 10 % из числа нарушителей половых прав подростка. Большинство насилий в отношении детей совершают мужчины. Женщины совершают приблизительно 14 % насилий, отмеченных в отношении мальчиков, и 6 % насилий, зарегистрированных в отношении девочек. Большинство лиц, которые насилуют детей, недостигших половой зрелости, педофилы, однако небольшой процент не соответствует диагностическим критериям на педофилию.

## Распространённость сексуальной активности среди подростков в странах мира
Половые интересы подростков могут значительно варьироваться. В 2002 году с целью изучения их сексуального поведения было проведено международное обследование. 33 943 учащихся в возрасте 15 лет из 24 стран в проводимом по классам обследовании собственноручно анонимно заполнили бланки со стандартным вопросником, разработанным международной исследовательской сетью (HBSC) «Здоровье школьников». Это обследование выяснило, что большинство 15-летних учащихся были невинными в половом отношении, то есть не имели опыта полового сношения, а среди тех, кто был сексуально активен, большинство (82,3 %) пользовались противозачаточными средствами.
Ниже приведена доля упомянутых пятнадцатилетних юношей и девушек (в %) из каждой участвовавшей страны, которые сообщили о совершении полового сношения:
| Страна     | Юноши, % | Девушки, % |
| ---------- | -------- | ---------- |
| Австрия    | 21,7     | 17,9       |
| Канада     | 24,1     | 23,9       |
| Хорватия   | 21,9     | 8,2        |
| Англия     | 34,9     | 39,9       |
| Эстония    | 18,8     | 14,1       |
| Финляндия  | 23,1     | 32,7       |
| Бельгия    | 24,6     | 23,0       |
| Франция    | 25,1     | 17,7       |
| Греция     | 32,5     | 9,5        |
| Венгрия    | 25,0     | 16,3       |
| Израиль    | 31,0     | 8,2        |
| Латвия     | 19,2     | 12,4       |
| Литва      | 24,4     | 9,2        |
| Македония  | 34,2     | 2,7        |
| Нидерланды | 23,3     | 20,5       |
| Польша     | 20,5     | 9,3        |
| Португалия | 29,2     | 19,1       |
| Шотландия  | 32,1     | 34,1       |
| Словения   | 28,2     | 20,1       |
| Испания    | 17,2     | 13,9       |
| Швеция     | 24,6     | 29,9       |
| Швейцария  | 24,1     | 20,3       |
| Украина    | 25,1     | 24,0       |
| Уэльс      | 27,3     | 38,5       |

Исследование затем проводилось также в 2005—2006 и 2009—2010 гг.

## Формы половой активности среди старших подростков
Половая активность старших подростков может осуществляться в разной форме, в том числе в гетеросексуальной, гомосексуальной и аутоэротической.

### Гетеросексуальность
Она включает индивидов исключительно противоположных полов. Ухаживание, или завоёвывание расположения — это процесс, с помощью которого некоторые подростки выбирают потенциальных половых партнёров. Гетеросексуальные подростки Америки проводили это одновременно со многими людьми перед выбором того, с кем вступить в отношения. Сексуальные практики противоположных полов возможны моногамные, серийно моногамные или любвеобильные, в форме секса с партнёром, полового воздержания или аутоэротические, включая мастурбацию.
Различные религиозные и политические движения предпринимали попытки повлиять или регулировать изменения в сексуальных практиках, включая ухаживания и вступление в брак, однако всё равно в большинстве стран происходят медленные изменения.

### Гомосексуальность
Однополая сексуальность вовлекает индивидов одного пола. Для человека, сексуальная принадлежность которого, главным образом, гетеросексуальная, возможно участие в сексуальных действиях с людьми своего пола. Например, взаимная мастурбация в контексте того, что можно рассматривать как нормальное развитие гетеросексуального подростка.

### Аутоэротическая сексуальность
Аутоэротизм — сексуальная активность, которая не вовлекает другого лица в качестве партнёра. Она может включать мастурбацию и иные формы самостоятельного удовлетворения полового влечения. Хотя многие аутоэротические практики относительно физически безопасны, некоторые, включающие аутоэротическую асфиксию и само-бондаж, могут нанести физические увечья и повреждения.

## Вопросы безопасности в сексуальной активности подростков
В целом сексуальная активность связана с рядом рисков, в том числе с инфекциями, передаваемыми половым путём (включая ВИЧ/СПИД) и нежелательной беременностью. Это особенно верно для подростков, поскольку большинство из них являются эмоционально незрелыми или финансово зависимыми.
Незащищённый секс сопряжён с вероятностью нежелательной беременности или возникновения инфекции, передаваемой половым путём.
В сексуальной активности существует четыре основные области риска, а именно:
- оказание доверия партнёру с рискованным физическим состоянием[33],
- поиск или занятие сексуальной активностью, которая не одобрена законом или с позиций культуры и общественной морали,
- инфекция, передаваемая половым путём (ЗППП),
- нежелательная беременность.

Эти риски возникают от временного или постоянного состояния, ограничивающего правильность суждения индивида, такие как алкоголь или другие психоактивные вещества, эмоциональное состояние одиночества, депрессии или эйфории. Тщательное рассмотрение предстоящей сексуальной активности может значительно ограничить степень этих рисков.

## ЗППП
Сексуальное поведение, которое вовлекает контакт с тканевыми жидкостями другого лица, несёт риск заражения инфекцией, передаваемой половым путём. Практики безопасного секса стремятся избежать этого. Часто подобные методики рассматриваются менее востребованными для тех, кто поддерживает устоявшиеся отношения с лицом, известным как свободное от болезни.
В связи с угрозами для здоровья, возникающими от ВИЧ, хламидий, сифилиса, гонореи, вируса папилломы человека и других инфекций, передаваемых половым путём, некоторые могут желать, чтобы их потенциальный половой партнёр перед вступлением в половую связь был проверен на ЗППП.

## Подростковая беременность
После появления первой менструации половое сношение, особенно без противозачаточного средства, способно привести к возникновению беременности. Сексуальные активности, которые вовлекают контакт спермы с влагалищем или наружными половыми органами, могут привести к возникновению беременности. Исходом подростковой беременности возможен выкидыш, проведённый аборт или вынашивание ребёнка до полного срока. Для предупреждения беременности применяются различные противозачаточные средства. Наиболее распространены противозачаточные средства в виде презервативов, спермицидов, комбинированных оральных противозачаточных средств (таблеток) и стерилизации. При сочетании секса с алкоголем могут возникнуть вопросы безопасности, поскольку снятие контроля в результате действия алкоголя ослабляет самоконтроль и приведёт к участию индивидов в активностях, которые они, будучи трезвыми, избежали бы.

## Половое воспитание и сексуальное просвещение подростков в странах мира
В каком возрасте, и в какой манере информировать детей о вопросах сексуальности — это проблема полового воспитания и сексуального просвещения. Его проведение в странах мира различается. Почти все страны Запада имеют сексуальное просвещение в системе общего просвещения, но природа разбираемых вопросов варьируется широко. В ряде стран (таких как Австрия и большая часть Европы) «приемлемое возрасту» сексуальное просвещение часто начинается до школы, другие страны откладывают его на доподростковые или подростковые годы. Сексуальное просвещение охватывает физические, душевные и социальные аспекты сексуального поведения. Также называемое «просвещением о сексуальности» — сексуальное просвещение предоставляет знания об анатомии половых органов человека, о половом размножении, о половом сношении, о сексуальном поведении человека и о других аспектах сексуальности, таких как внешний вид обнажённого тела, сексуальная ориентация, заведение знакомства и демонстрация достоинств личности, половые отношения. Обычные пути получения сексуального просвещения — от родителей, попечителей, друзей, из программ в школе, от религиозных групп, средств информации и из кампаний органов здравоохранения.
Политика федерального правительства США при президенте Дж. У. Буше подчёркивала половое воздержание и воздержание до вступления в брак, половое просвещение, нацеленное только на воздержание, а не просвещение в виде уменьшения вреда с фокусом на безопасном сексе. Правительство США распространило этот подход на международную политику и использовало помощь иностранным государствам для оказания давления на неправительственные организации с целью прекращения обучения по применению презервативов в странах третьего мира. Продолжаются дебаты между сторонниками полного, точного в медицинском плане полового просвещения и теми, которые видят во всём, что отличается от полового просвещения, ограниченного воздержанием, противостояние «ценностям, признаваемым большинством американцев».

## Сексуальное поведение подростков в США
Изменения в выражении подростковой сексуальности в США имеют свои истоки в сексуальной революции и находятся в фокусе «культурных войн». По сведениям Центра борьбы и профилактики болезней США половое сношение совершили менее половины учащихся средней школы. Так, в 2009 г. из числа учащихся средних школ США 46 % сообщили о совершении полового сношения. Начиная с 1991 г., когда доля составляла 54,1 %, существует тенденция к снижению. Согласно другому обследованию, организованному журналом «Ньюз энд пипл» телеканала Эн-Би-Си, преобладающее большинство лиц в возрасте 13—16 лет, а именно 87 %, сообщили о несовершении полового сношения, а 73 % отметили, что вообще не имели сексуальной близости. Три четверти из них заявили, что поступают так, потому что ещё слишком юны, и столько же заявили, что сделали сознательный выбор не вступать в сексуальную близость. То же самое обследование установило, что тогда как только 27 % 13—16-летних вовлечены в интимную или сексуальную активность, у 8 % половая связь была случайной. Один журналист охарактеризовал этот факт как «глубокий сдвиг в культуре заведения знакомств и секса в средней школе».
В своей книге «Почему гендер имеет значение» исследователь Леонард Сакс констатирует, что сексуальные связи подростков всё больше происходят вне контекста романтических отношений, а чисто как сексуальный контакт.
В 2002 г. проводимое государством «Длительное повторное обследование здоровья подростков» сообщило о «резкой тенденции к более раннему началу секса». По данным Американской академии педиатрии «раннее половое сношение среди американских подростков представляет основную проблему общественного здравоохранения». Частота беременности среди подростков США намного выше, чем во многих других развитых странах. В США после устойчивого снижения с 1991 г. частота подростковой беременности в 2006 г. возросла на 3 % до 41,9 родов на 1000 подростков.
Это последовало за 14-летней понижающей тенденцией, при которой частота подростковой беременности снизилась на 34 % с пика 61,8 родов на 1000 подростков в год в 1991 г..
Официальные представители общественного здравоохранения выражают озабоченность тем, что ЗППП и рискованное половое поведение, включающее «только половое сношение» среди подростков «приняли угрожающие размеры».
Из 18,9 миллиона новых случаев ЗППП каждый год, 9,1 миллиона (48 %) отмечаются среди 15—24-летних, и это при том, что указанная возрастная группа представляет лишь четверть всего населения, активного в половом отношении. Согласно обследованию 2008 г., проведённому Центром борьбы и профилактики болезней США, из четырёх обследованных девушек одна перенесла не менее одного ЗППП за некоторый промежуток времени.
Сообщается об увеличении частоты орального секса среди подростков. Однако изучение, проведённое Институтом Гутмахера в 2008 г., установило, что, хотя оральный секс несколько более распространён среди подростков, чем вагинальный секс, за последние десять лет частота орального секса среди подростков осталась на том же уровне. Согласно этому исследованию чуть более половины (55 %) 15—19-летних занимались гетеросексуальным оральным сексом, 50 % — вагинальным сексом, а 11 % — анальным сексом. Среди сексуально активных 15—19-летних подростков 83 % женщин и 91 % мужчин сообщили о применении не менее одного противозачаточного средства в последнем половом сношении.
Наиболее распространены противозачаточные средства в виде презервативов и комбинированных оральных противозачаточных средств (таблеток). В 2009 г. 61,1 % учащихся средних школ сообщили о применении презерватива во время последнего полового сношения, что выше по сравнению с 46 % в 1991 г.
Центр борьбы и профилактики болезней США также проследил долю учащихся, которые сказали, что перед сексом пользовались наркотиками или алкоголем. В то время, когда в период 1991—2001 гг. общий риск в поведении подростков возрос, с того периода тенденция показала снижение. Риск в поведении, сообщённый учащимися средних школ, в 2009 г. был 21,6 %, то есть, находился на уровне 1991 года.
Большинство подростков (70 %) сообщили о том, что получили какую-то или достаточную информацию о сексе и сексуальных отношениях от родителей. Другие источники сведений включали друзей — в 53 % , школу в 53 % , телевидение и фильмы в 51 %, журналы в 34 %. Девушки упоминали о школе и журналах чаще, чем юноши, а сексуально активные подростки в качестве источников информации чаще упоминали своих друзей и партнёрш.
В США 431 школа в 50 районах (0,35 % от общего числа районов и 2,2 % от общего числа средних школ страны) проводили программы основанного на школе обеспечения презервативами. Такие программы включали распределение презервативов, обучение и информацию о пользовании ими, поддержку ровесников, просвещение по вопросам секса и ЗППП по программе, вовлечение родителей, персонала, партнёров и лиц, оказывающих медицинскую помощь. Исследования показали, что программы по обеспечению презервативами в средних школах могут уменьшать риск ВИЧ, ЗППП и подростковой беременности. После внедрения программ доступности презервативов среди учащихся всех школ возросло использование презервативов, тогда как сексуальное поведение учащихся осталось тем же самым.

### Влияние СМИ на сексуальное поведение подростков в США
Хотя раннюю половую активность может вызвать множество факторов, полагают, что в этом значительную роль играют СМИ. Среди ведущих источников сведений о сексе подростки США считают СМИ на втором месте только после программ школьного образования".
В настоящее время вполне очевидно, что средства массовой информации влияют на подростковую сексуальность больше, чем когда-либо раньше. Интернет, телевидение, музыкальные произведения, видеопродукция, откровенная поэзия вносят свой вклад в отношение подростков к сексуальной активности и их поведение. В США программы 1300 кабельных каналов обсуждают и принимают во внимание отрицательные последствия сексуального поведения только в 9 % от общего числа сексуальных сцен. Интернет и анонимная интерактивность, предоставляемая подросткам, связаны с опасениями получения неправильной информации по вопросам здоровья, сексуальности, сексуального насилия в мире интимных сексуальных отношений. Воздействие сексуально откровенных СМИ на юношей формирует у них взгляд на женщин как на объект, использует это восприятие как платформу традиционных моделей идентификации гендера (рода) и несёт вероятность отрицательных восприятий женщин.

## Сексуальное поведение подростков в Великобритании
Обследование, проведённое воскресной британской газетой «The Observer» в 2006 г., показало, что большинство подростков в Великобритании стали ждать дольше до совершения полового сношения, чем это было лишь несколько лет назад. Так, в 2002 г. 32 % подростков имели секс ранее возраста сексуального согласия, равного 16 лет, а в 2006 г. — всего 20 %. В 2002 г. средний возраст, когда он/она лишились девственности, был равен 17,13 годам, в 2006 г. этот показатель в среднем составил 17,44 года для девушек и 18,06 для юношей. Особенно заметное снижение среди подростков 14-15-лет, которые сообщили о совершении секса.
Опрос, проведённый компанией, исследующей рынок, «YouGov» для телеканала Channel 4 в 2008 году, показал, что из всех 14-17-летних подростков лишь 40 % сексуально активны. Из числа сексуально активных 74 % 14-17-летних приобрели сексуальный опыт ранее возраста сексуального согласия. 6 % подростков ждали вступления в брак до начала половых отношений.
Из числа западноевропейских стран Великобритания демонстрирует наивысший уровень подростковой беременности, уровень заболеваемости ЗППП повышается. Один из девяти сексуально активных подростков страдает хламидийной инфекцией, а 790 000 подростков имеют ЗППП. В 2006 г. газета «The Independent» сообщила о том, среди ЗППП наибольший подъём был по сифилису, который возрос на 20 %, подъём уровня заболеваемости отмечен также по генитальным бородавкам и герпесу.

## Сексуальное поведение подростков в Канаде
Группа канадских исследователей установила связь между самооценкой подростков и их сексуальной активностью. Оказалось, что учащиеся, особенно девушки, которые подвергались устному оскорблению со стороны учителей или отвергались своими ровесниками, более расположены к занятию сексом к окончанию 7 класса, чем другие учащиеся. Исследователи предполагают, что низкая самооценка увеличивает склонность к сексуальной активности, «низкая самооценка, по-видимому, объясняет связь между отвергнутостью со стороны ровесников и ранним сексом». По мнению исследователей, возможно, что девушки с низкой самооценкой рассматривают секс как способ стать «популярными».

## Сексуальное поведение подростков в Индии
В Индии растёт свидетельство того, что подростки становятся более активными в сексе вне брака. Существует опасение, что это приведёт к увеличению среди них распространения ВИЧ/СПИД, увеличению числа нежелательных беременностей и абортов и создаст конфликт между современными социальными ценностями. У подростков сравнительно слабый доступ к медицинской помощи и просвещению.
При нормах культуры, выступающих против внебрачного сексуального поведения, «такие тенденции могут приобрести угрожающие размеры для общества и для нации».

### Мотивация и частота распространения
В Индии среди подростков половые отношения вне брака не редкость. Наилучший способ предсказать, будет ли девушка вовлечена в секс, — по вовлечённости её подруг в те же виды активности. Из тех девушек, подруги которых находятся в физическом отношении с юношами, 84 % ведут себя тем же образом. Лишь 24,8 % из числа девушек, подруги которых не имеют физического отношения, вовлечены в секс. В городских районах 25,2 % девушек совершали половое сношение, в сельских — 20,9 %. Хорошими индикаторами того, вступали ли девушки в половые отношения, служат их трудоустройство и статус в школе. Девушки, не посещающие школу, вступают в половую связь в 14,2 % случаев (17,4 % против 31,6 %), а трудоустроенные девушки в 14,4 % (36,0 % против 21,6 %).
В индийской социально-культурной среде у девушек меньший доступ к любви родителей, к школам, к возможностям саморазвития и свободе передвижения, чем у юношей. Предполагают, что, возможно, они восстанут против недостатка такого доступа или будут искать привязанности через физические отношения с юношами. Хотя имеющиеся данные отражают тенденции в поддержку этого предположения, оно остаётся недоказанным. Для девушек свобода общения с юношами ограничена, независимо от того, живут ли они в городских или в сельских условиях, посещают ли они школу или нет. Городские девушки больше, чем сельские, обсуждают секс с подругами. Те же, которые не обсуждают, возможно, чувствуют «что тема сексуальности — это 'взрослый вопрос' и запретная или, возможно, респонденты не спешат раскрывать такую личную информацию».

### Применение противозачаточных средств
Среди индийских девушек выявлено крупное «незнание о сексе, сексуальности и о сексуальном здоровье. Однако подростки, имевшие половые отношения, несколько лучше информированы об источниках распространения ЗППП и ВИЧ/СПИД».
В то время, когда 40,0 % активных в половом отношении девушек осведомлены о том, что презервативы могли бы предупредить распространение ВИЧ/СПИД и уменьшить вероятность возникновения беременности, лишь 10,5 % из них пользовались презервативом во время их последнего полового сношения.

## Примечание
1. 1 2 3 4 5 6 7 8 9 10 11 12  Agmo Anders, Functional and dysfunctional sexual behavior. Elsevier 2007
2. 1 2 3 4 5 6 7 8 9  
John W Santrock. A Topical Approach to Life-Span Development with PowerWeb. — 3 ed.. — McGraw-Hill Humanities/Social Sciences/Languages, 2005. — ISBN 0073228761.
3. 1 2 3 4 5 6  Ponton, Lynn. The Sex Lives of Teenagers. — New York: Dutton, 2000. — ISBN 0452282608.
4. 1 2 3 4 5 6 7 8 9 10 11 12  Nevid J., Fichner-Rathus L., Rathus S. Human sexuality in a world of diversity. — 2-е изд.. — Бостон: Allyn & Bacon, 1995. — 733 p. — ISBN 0205164072.
5. ↑  Farrell, Warren. Why Men Are the Way They Are. — Нью-Йорк: Berkley Books, 1988. — 411 p. — ISBN 042511094X.
6. ↑  Ross E., Rapp R. Sex and Society: A Research Note from Social History and Anthropology (англ.) // Comparative Studies in Society and History. — Cambridge University Press, Январь 1981. — Vol. 23, no. 1. — P. 51—72. — ISSN 1475-2999. — doi:10.1017/S0010417500009683. Архивировано 6 марта 2016 года.
7. ↑  Buss D. Human Mating Strategies (англ.) // Samfundsøkonomen. — 2002. — No. 4. — P. 47—58. Архивировано 25 мая 2011 года.
8. 1 2 3 4 5 6 7 8  Faucault, Michel. Histoire de la sexualité. — Париж: Gallimard, 1976. — 211 p. — ISBN 2070295893.
9. ↑  Russon, John. Bearing Witness to Epiphany: Persons, Things, and the Nature of Erotic Life. — Олбани: State University of New York Press, 2009. — 156 p. — ISBN 978-1-4384-2504-7.
10. 1 2  Sex and Relationships — Sex — 4Health from Channel 4[уточнить]
11. ↑  Margaret Talbot. Red Sex, Blue Sex (англ.) // The New Yorker. — 3 ноября 2008. — ISSN 0028-792X. Архивировано 1 декабря 2010 года.
12. 1 2  Child Sexual Abuse". Medline Plus. U.S. National Library of Medicine,. 2008-04-02. http://www.nlm.nih.gov/medlineplus/childsexualabuse.html Архивная копия от 19 января 2013 на Wayback Machine.
13. ↑  Guidelines for psychological evaluations in child protection matters (англ.) // American Psychologist. — APA, Август 1999. — Vol. 54, no. 8. — P. 586—593. — ISSN 1935-990X. — doi:10.1037/0003-066X.54.8.586.
14. ↑  Martin J., Anderson J., Romans S., Mullen P., O'Shea M. Asking about child sexual abuse: Methodological implications of a two stage survey (недоступная ссылка — история) (англ.) // Child Abuse & Neglect. — Elsevier Science Ltd., Май-июнь 1993. — Vol. 17, no. 3. — P. 383—392. — ISSN 0145-2134. — doi:10.1016/0145-2134(93)90061-9.
15. ↑  Sexual Abuse: Definitions of Abuse. NSPCC. Дата обращения: 10 декабря 2010. Архивировано из оригинала 18 сентября 2010 года.
16. ↑  Roosa M., Reinholtz C., Angelini P. The relation of child sexual abuse and depression in young women: comparisons across four ethnic groups. (англ.) // Journal of Abnormal Child Psychology. — Springer, Февраль 1999. — Vol. 27, no. 1. — P. 65—76. Архивировано 11 апреля 2012 года.
17. ↑  Widom C. Posttraumatic Stress Disorder in Abused and Neglected Children Grown Up (англ.) // American Journal of Psychiatry. — APA, Август 1999. — Vol. 156, no. 8. — P. 1223—1229. — ISSN 1535-7228. Архивировано 8 октября 2011 года.
18. ↑  Levitan R., Rector N., Sheldon T., Goering P. Childhood adversities associated with major depression and/or anxiety disorders in a community sample of Ontario: Issues of co-morbidity and specificity (англ.) // Depression & Anxiety. — Wiley-Liss, Inc., 2003. — Vol. 17, no. 1. — P. 34—42. — ISSN 1520-6394. — doi:10.1002/da.10077. Архивировано 13 августа 2011 года.
19. ↑  Messman-Moore T., Long P. Child Sexual Abuse and Revictimization in the Form of Adult Sexual Abuse, Adult Physical Abuse, and Adult Psychological Maltreatment (англ.) // Journal of Interpersonal Violence. — SAGE, Май 2000. — Vol. 15, no. 5. — P. 489—502. — doi:10.1177/088626000015005003. Архивировано 10 апреля 2011 года.
20. ↑  Dinwiddie S., Heath A., Dunne M., Bucholz K., Madden A., et al. Early sexual abuse and lifetime psychopathology: a co-twin–control study (англ.) // Psychological Medicine. — Cambridge University Press, Январь 2000. — Vol. 30, no. 1. — P. 41—52. — ISSN 1469-8978. Архивировано 6 марта 2016 года.
21. ↑  Courtois C. Healing the Incest Wound : Adult Survivors in Therapy. — 1-е изд. — Нью-Йорк: W. W. Norton & Co., 1988. — 208 p. — ISBN 0-393-31356-5.
22. 1 2  Whealin J., Barnett E. Child Sexual Abuse (англ.). National Center for Posttraumatic Stress Disorder (17 декабря 2009). Дата обращения: 8 декабря 2010. Архивировано из оригинала 5 апреля 2012 года.
23. ↑  Finkelhor D. Current Information on the Scope and Nature of Child Sexual Abuse (англ.) // The Future of Children - Sexual Abuse of Children. — Center for the Future of Children, Лето-осень 1994. — Vol. 4, no. 2. — P. 31—53. — ISSN 1054-8289. Архивировано 15 декабря 2012 года.
24. ↑  Crimes against Children Research Center[уточнить]
25. ↑  Gorey K., Leslie D. The prevalence of child sexual abuse: Integrative review adjustment for potential response and measurement biases (недоступная ссылка — история) (англ.) // Child Abuse & Neglect. — Elsevier Science Ltd., Апрель 1997. — Vol. 21, no. 4. — P. 391—398. — ISSN 0145-2134. — doi:10.1016/S0145-2134(96)00180-9.
26. ↑  Hall, Richard, Hall, Ryan. A Profile of Pedophilia: Definition, Characteristics of Offenders, Recidivism, Treatment Outcomes, and Forensic Issues (недоступная ссылка — история) (англ.) // Mayo Clinic Proceedings. — Quadrant HealthCom, Апрель 2007. — Vol. 82, no. 4. — P. 457—471. — ISSN 1942-5546. — doi:10.4065/82.4.457.
27. ↑  Ames M. A., Houston D. Legal, Social, and Biological Definitions of Pedophilia (недоступная ссылка — история) (англ.) // Archives of Sexual Behavior. — Springer. — Vol. 19, no. 4. — P. 333—342. — ISSN 1573-2800. — doi:10.1007/BF01541928.
28. ↑  Laws D. R., O'Donohue W. Sexual Deviance: Theory, Assessment, and Treatment. — Guilford Press, 1997. — P. 175—193. — ISBN 1-57230-241-0.
29. ↑  Contraceptive Use by 15-Year-Old Students at Their Last Sexual Intercourse Архивная копия от 1 апреля 2010 на Wayback Machine (англ.)
30. ↑  Сексуальная активность в подростковом возрасте Архивная копия от 26 декабря 2012 на Wayback Machine Демоскоп Weekly № 535—536 10 — 31 декабря 2012
31. 1 2  Cáceres C. The production of knowledge on sexuality in the AIDS era: some issues, opportunities and challenges // Framing the Sexual Subject: The Politics of Gender, Sexuality, and Power / In: Parker R., Barbosa R., Aggleton P., eds. — Лондон: University of California Press, 2000. — P. 242—243. — ISBN 0-520-21838-8.
32. ↑  Chapin J. Adolescent Sex and Mass Media a Developmental Approach (англ.) // Adolescence. — Зима 2000. — Vol. 35, no. 140. — P. 799—811. — ISSN 0001-8449. Архивировано 10 августа 2009 года.
33. ↑  Sexual health: An interview with a Mayo Clinic specialist (англ.). Riverside Health System (12 февраля 2004). Дата обращения: 9 декабря 2010. Архивировано 5 апреля 2012 года.
34. ↑  Frequently Asked Sexuality Questions to The Kinsey Institute - Frequency of Sex (англ.). Институт Кинси. Дата обращения: 10 декабря 2010. Архивировано из оригинала 5 апреля 2012 года.
35. ↑  Makinson C. The health consequences of teenage fertility (англ.) // Family Planning Perspectives. — Институт Гуттмахера, Май-июнь 1985. — Vol. 17, no. 3. — P. 132—139. — ISSN 1931-2393. Архивировано 17 апреля 2010 года.
36. ↑  Mayor S. Pregnancy and childbirth are leading causes of death in teenage girls in developing countries (англ.) // BMJ. — BMJ Group, 15 мая 2004. — Vol. 328, no. 7449. — P. 1152. — ISSN 0959-8138. — doi:10.1136/bmj.328.7449.1152-a. Архивировано 6 ноября 2010 года.
37. ↑  Not Just Another Single Issue: Teen Pregnancy Prevention's Link to Other Critical Social Issues (англ.). National Campaign to Prevent Teen Pregnancy (февраль 2002). Дата обращения: 10 декабря 2010. Архивировано 5 апреля 2012 года.
38. ↑  Jon Slater. Britain: Sex Education under Fire (англ, фр., исп.) // UNESCO Courier. — Июль-август 2000. — Vol. 53, № 7.
39. ↑  Bearman P., Brückner H. Promising the Future: Virginity Pledges and First Intercourse (англ.) // American Journal of Sociology. — University of Chicago Press, Январь 2001. — Vol. 106, no. 4. — P. 859—912. — ISSN 0002-9602. — doi:10.1086/320295. Архивировано 20 октября 2016 года.
40. ↑  Brückner H., Bearman P. After the Promise: The STI Consequences of Adolescent Virginity Pledges (англ.) // Journal of Adolescent Health. — Elsevier Science Ltd., Апрель 2005. — Vol. 36, no. 4. — P. 271—278. — ISSN 1054-139X. — doi:10.1016/j.jadohealth.2005.01.005.
41. ↑  Mehta S., Groenen R., Francisco R. Adolescents in Changing Times: Issues and Perspectives for Adolescent Reproductive Health in the ESCAP Region. ESCAP (27 мая 1998). Дата обращения: 9 декабря 2010. Архивировано из оригинала 5 апреля 2012 года.
42. ↑  Sex Education in America (англ.). NPR/Kaiser/Harvard School of Public Health Survey Project. Kaiser Family Foundation (29 января 2004). Дата обращения: 10 декабря 2010. Архивировано 5 апреля 2012 года.[уточнить]
43. ↑  Landry D., Singh S., Darroch J. Sexuality Education in Fifth and Sixth Grades in U.S. Public Schools, 1999 (англ.) // Family Planning Perspectives. — Институт Гуттмахера, Сентябрь-октябрь 2000. — Vol. 32, no. 5. — P. 212—219. — ISSN 1931-2393. Архивировано 7 июня 2007 года.
44. ↑  SIECUS Report of Public Support of Sexuality Education(1999)SIECUS Report Online
45. ↑  Sex Education in the U.S.: Policy and Politics. Issue Update (англ.). Youth & HIV/STDs. Kaiser Family Foundation (октябрь 2002). Дата обращения: 10 декабря 2010. Архивировано 5 апреля 2012 года.
46. ↑  Debra Hauser. Five Years of Abstinence-Only-Until-Marriage Education: Assessing the Impact (англ.). Advocates of Youth (2004). Дата обращения: 10 декабря 2010. Архивировано 5 апреля 2012 года.
47. ↑  Mathematica Findings Too Narrow (англ.). National Abstinence Education Association (13 апреля 2007). Дата обращения: 10 декабря 2010. Архивировано из оригинала 5 апреля 2012 года.
48. ↑  Report: Abstinence not curbing teen sex // USA Today. — 2007. — 7 ноября. — ISSN 0734-7456. Архивировано 17 октября 2008 года.
49. 1 2  Anna Mulrine. Risky Business (англ.). U.S. News & World Report (19 мая 2002). Дата обращения: 10 декабря 2010. Архивировано из оригинала 5 апреля 2012 года.
50. 1 2 3 4  Trends in the Prevalence of Sexual Behaviors. The National Youth Risk Behavior Survey (YRBS): 1991—2009 (англ.). Центры по контролю и профилактике заболеваний США. Дата обращения: 8 декабря 2010. Архивировано 5 апреля 2012 года.
51. 1 2  Katie Couric. Nearly 3 in 10 young teens «sexually active» (англ.). NBC/People (31 января 2005). Дата обращения: 10 декабря 2010. Архивировано 5 апреля 2012 года.
52. ↑  Alexandra Hall. The Mating Habits of the Suburban High School Teenager (англ.) // Boston. — Май 2003. Архивировано 21 мая 2011 года.
53. ↑  Sax, Leonard. Why Gender Matters: What Parents and Teachers Need to Know about the Emerging Science of Sex Differences. — Нью-Йорк: Doubleday, 2005. — P. 132. — ISBN 038551073X.
54. ↑  Sieving R., Oliphant J., Blum R. Adolescent Sexual Behavior and Sexual Health (англ.) // Pediatrics in Review. — Американская академия педиатрии, Декабрь 2002. — Vol. 23, no. 12. — P. 407—416. — ISSN 1526-3347. Архивировано 24 июля 2011 года.
55. 1 2  Facts on American Teens' Sexual and Reproductive Health (англ.). Институт Гуттмахера (январь 2010). Дата обращения: 10 декабря 2010. Архивировано 5 апреля 2012 года.
56. ↑  Teen Birth Rate Rises for First Time in 15 Years (англ.). Национальный центр статистики в здравоохранении CDC (5 декабря 2007). Дата обращения: 10 декабря 2010. Архивировано 5 апреля 2012 года.
57. ↑  Nationally Representative CDC Study Finds 1 in 4 Teenage Girls Has a Sexually Transmitted Disease (англ.). Press Release March 11, 2008. CDC (11 марта 2008). Дата обращения: 10 декабря 2010. Архивировано 5 апреля 2012 года.
58. ↑  Laura Duberstein Lindberg, Rachel Jones, John S. Santelli. Non-coital sexual activities among adolescents (англ.). Институт Гуттмахера (декабрь 2007). Дата обращения: 9 декабря 2010. Архивировано 5 апреля 2012 года.
59. ↑  Duberstein Lindberg L., Jones R., Santelli J. Noncoital Sexual Activities Among Adolescents (англ.) // Journal of Adolescent Health. — Elsevier Science Ltd., Сентябрь 2008. — Vol. 43, no. 3. — P. 231—238. — ISSN 1054-139X. — doi:10.1016/j.jadohealth.2007.12.010. Архивировано 1 сентября 2017 года.
60. ↑  Fact Sheet: Sexual Health of Adolescents and Young Adults in the United States (англ.). Women's Health Policy. Kaiser Family Foundation (сентябрь 2008). Дата обращения: 10 декабря 2010. Архивировано 5 апреля 2012 года.
61. ↑  Furstenberg F., Geitz L., Teitler J., Weiss C. Does Condom Availability Make a Difference? An Evaluation of Philadelphia's Health Resource Centers (англ.) // Family Planning Perspectives. — Институт Гуттмахера, Май-июнь 1997. — Vol. 29, no. 3. — P. 123—127. — ISSN 1931-2393. Архивировано 26 июня 2010 года.
62. ↑  Guttmacher S., Lieberman L., Ward D., Freudenberg N., Radosh A., Jarlais D. D. Condom availability in New York City public high schools: relationships to condom use and sexual behavior (англ.) // American Journal of Public Health. — APHA, Сентябрь 1997. — No. 9. — P. 1427—1433. — ISSN 1541-0048. — doi:10.2105/AJPH.87.9.1427.
63. ↑  Schuster M., Bell R., Berry S., Kanouse D. Impact of a High School Condom Availability Program on Sexual Attitudes and Behaviors (англ.) // Family Planning Perspectives. — Институт Гуттмахера, Март-апрель 1998. — Vol. 30, no. 2. — P. 67—88. — ISSN 1931-2393. Архивировано 25 июня 2010 года.
64. ↑  Blake S., Ledsky R., Goodenow C., Sawyer R., Lohrmann D., Windsor R. Condom Availability Programs in Massachusetts High Schools: Relationships With Condom Use and Sexual Behavior (англ.) // American Journal of Public Health. — APHA, Июнь 2003. — Vol. 93, no. 6. — P. 955—962. — ISSN 1541-0048. — doi:10.2105/AJPH.93.6.955.
65. ↑  Committe on Public Education. Sexuality, Contraception, and the Media (англ.) // Pediatrics. — AAP, Январь 2001. — Vol. 107, no. 1. — P. 191—194. — ISSN 0031-4005. Архивировано 29 июня 2006 года.
66. ↑  Pawlowski, Cheryl. Glued to the Tube: The Threat of Television Addiction to Today's Family. — Напервиль: Sourcebooks, 2000. — 275 p. — ISBN 1570714592.
67. ↑  Subrahmanyam K., Greenfield P., Tynes B. Ch. 1. 6. The Internet Influences Teen Sexual Attitudes // Teenage Sexuality: Opposing Viewpoints / Сост. K. Wells. — Farmington Hills: Greenhaven Press/Thomson Gale, 2006. — P. 57—67. — ISBN 0737733624.
68. ↑  Ward L. M., Hansbrough E., Walker E. Contributions of Music Video Exposure to Black Adolescents' Gender and Sexual Schemas (англ.) // Journal of Adoscelent Research. — SAGE, Март 2005. — Vol. 20, no. 2. — P. 143—166. — doi:10.1177/0743558404271135. Архивировано 22 марта 2015 года.
69. ↑  Denis Campbell. No sex please until we're at least 17 years old, we're British (англ.) // The Observer. — 22 января 2006. Архивировано 28 сентября 2010 года.
70. ↑  Teen Sex Survey (англ.). Sexperience. Channel 4 (2008). Дата обращения: 10 декабря 2010. Архивировано 5 апреля 2012 года.
71. ↑  Christine Webber, David Delvin. Talking to pre-adolescent children about sex (англ.). Netdoctor.co.uk. Дата обращения: 10 декабря 2010. Архивировано из оригинала 5 апреля 2012 года.[уточнить]
72. ↑  Jonathan Thompson. New safe sex ads target teens «on the pull» (англ.) // The Independent. — 12 ноября 2006. Архивировано 19 января 2010 года.
73. ↑  Peer rejection tied to early sex in pre-teens (англ.). Armenian Medical Network (4 октября 2007). Дата обращения: 9 декабря 2010. Архивировано 5 апреля 2012 года.
74. ↑  Brendgen M., Wanner B., Vitaro F. Peer and Teacher Effects on the Early Onset of Sexual Intercourse (англ.) // American Journal of Public Health. — APHA, Ноябрь 2007. — Vol. 97, no. 11. — P. 2070—2075. — ISSN 1541-0048. — doi:10.2105/AJPH.2006.101287. Архивировано 27 июня 2010 года.
75. 1 2 3 4 5  Goyal R. Socio-psychological constructs of premarital and risky sex behaviour among adolescent girls in India (англ.). XXV конференция Международного союза по научным исследованиям проблем народонаселения. IIHNR (19 июля 2005). Дата обращения: 10 декабря 2010. Архивировано из оригинала 5 апреля 2012 года.
76. ↑  Dhoundiyal M., Venkatesh R. Letter to the Editor. Knowledge Regarding Human Sexuality Among Adolescent Girls (англ.) // The Indian Journal of Pediatrics. — Август 2006. — Vol. 73, no. 8. — P. 743. — ISSN 0973-7693. — doi:10.1007/BF02898460.